# Райони, захищені корінними народами і громадами
Території та спільноти, що охороняються корінними народами та громадами (Indigenous and community conserved areas - ICCA) - простори, де-факто керовані корінними народами чи місцевими спільнотами з очевидними позитивними результатами для збереження біологічного та культурного різноманіття. У ICCA продовжуються, відроджуються або модифікуються традиційні практики (деякі з яких мають давнє походження) та/або нових ініціатив дозволяють захистити та відновити природні ресурси та культурні цінності перед обличчям нових загроз чи можливостей. Деякі ICCA розташовані у віддалених екосистемах, які мали мінімальний вплив людини, в той час як інші охоплюють області різного регулювання та масштабів у регіонах, які сильно постраждали або змінені людською колонізацією. ICCA можуть підходити або не відповідати визначенням МСОП «заповідна зона», але коли вони підходять, вони можуть потрапити до будь-яких категорій заповідних територій МСОП.
Для ідентифікації ICCA використовуються такі три характеристики:
- Між корінним народом або місцевою спільнотою та певною ділянкою (територією, екосистемою, середовищем існування видів) існує міцний зв’язок. Цей зв’язок часто закладений у відчутті ідентичності людей чи громади та/або залежності від засобів до існування та добробуту.
- Корінне населення або місцева громада є основним гравцем у прийнятті та реалізації рішень щодо управління ділянкою, що означає, що місцева установа має потенціал для розробки та виконання рішень (інші зацікавлені сторони можуть співпрацювати як партнери, особливо якщо земля є у власності державою, але де-факто рішення та управлінські зусилля приймаються переважно зацікавленими людьми або громадою).
- Управлінські рішення та зусилля людей або громад ведуть до збереження середовища проживання, видів, генетичного різноманіття, екологічних функцій/вигод і пов’язаних з ними культурних цінностей, навіть якщо свідомою метою управління не є збереження (тобто це може бути засоби для існування, безпеки, охорони культурних і духовних цінностей тощо).

## Визначення
Всесвітній конгрес парків МСОП 2003 року визначив ICCA як:
природні та/або модифіковані екосистеми, що містять значні цінності біорізноманіття та екологічні послуги, які добровільно зберігаються (осілими та мобільними) корінними та місцевими громадами за допомогою звичаєвого законодавства або іншими ефективними засобами.
Це визначення визнано Всесвітнім центром моніторингу охорони природи Програми ООН з навколишнього середовища (UNEP-WCMC) і детально викладено в Довіднику з реєстру UNEP-WCMC ICCA як тип заповідної території (включаючи морські заповідні території), в якій корінні народи ініціюють створення та/або є власниками та менеджерами.

## Динаміка

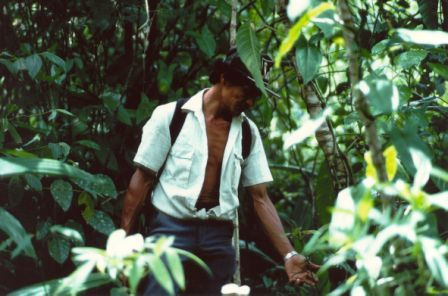
Сільська асоціація керує підприємством, що базується на ICCA, у Коста-Ріці.

Важливою особливістю ICCA є їх різноманітність. Практика збереження природи корінних народів і місцевих громад залежить від дивовижного різноманіття значень і цінностей, які підкріплюються відносинами між людьми і природним середовищем, і знаходять своє вираження в різних ICCA по всьому світу. Хоча всі ICCA за визначенням втілюють цінне біокультурне різноманіття добровільним і самоорганізованим способом, пов’язані з ними вірування, практики та інститути залежать від контексту. Більше того, як живі соціокультурні явища, ICCA змінюються відповідно до історії та суспільства. Одні зникають, інші виживають у старих або нових формах, а деякі з’являться заново. Більшість систем, за допомогою яких сучасні корінні народи та місцеві громади керують своїми природними ресурсами та керують ними, є поєднанням старих і нових знань, практик, інструментів і цінностей різного походження.
У боротьбі за подолання масштабів і темпів соціокультурних змін деякі інституції ICCA були замінені державним врядуванням або знаходяться під загрозою такого стану. Подібним чином у деяких випадках зміни були достатньо потужними, щоб вплинути на здатність громади керувати місцевими ресурсами на сталий спосіб, а справжні місцеві ICCA – це лише спогади або вони дуже намагаються залишатися ефективними. Проте в інших навіть потужні зміни не змогли їх знищити: складніші ICCA, здатні скористатися перевагами нових умов і заснувати нові альянси, виникли з уже існуючих.
Протягом останніх двох століть офіційна політика та практика, які домінують у сфері збереження та розвитку, значною мірою ігнорували ICCA або активно загрожували їм. Навіть сьогодні, незважаючи на те, що нехтування та шкода поступаються місцем визнанню та підтримці, що з’являється, зв’язок між державними інституціями та традиційними інституціями корінних народів та місцевих громад залишається пронизана конфліктами. Деякі стосунки бувають шанобливими, але багато страждають від непорозумінь і недовіри, що може загрожувати успіху ініціатив з благими намірами. Насправді, незважаючи на нинішній серйозний інтерес до окремих ICCA та збереження громад загалом, два протилежних стереотипи продовжують страждати від збереження природи: романтичне уявлення про те, що корінні народи та традиційні спільноти перебувають у повній гармонії з природою; і бачення людей як «паразитів», які обов’язково погіршують екосистеми, в яких вони живуть.

## Загрози
Незважаючи на зростаюче визнання ICCA в міжнародній політиці збереження, все ще існує велике нехтування щодо їх ефективного та належного визнання в національній політиці та практиці. Якщо вони не мають юридичного визнання в країні, вони також можуть не визнаватися або не поважатися приватними організаціями та сусідніми громадами. У таких випадках ICCA є вразливими через привласнення або «перерозподіл» землі та води для альтернативного використання. Для тих, хто не є членами відповідних спільнот, багато ICCA здаються природними, «некерованими» та «невикористаними» екосистемами — тим більше бажаними для видобутку ресурсів. ICCA також можуть постраждати в результаті зміни системи цінностей, посилення тиску на природні ресурси та інших внутрішніх напружень. Загалом, ICCA піддаються як зовнішнім, так і внутрішнім загрозам. Нижче наведено кілька прикладів:
Зовнішні
- нав'язані процеси розвитку та використання ресурсів, такі як видобуток корисних копалин і викопного палива (особливо важливо, оскільки навіть якщо корінні народи та місцеві громади володіють правами на землю, уряд зазвичай залишає за собою використання надр), лісозаготівлі, плантації дерев, промислове рибальство, днопоглиблення в морі, перетворення землі для великомасштабного випасу або сільського господарства (включаючи агропаливні плантації), водовідведення та дренажні роботи, урбанізація та велика інфраструктура (дороги, порти, аеропорти, туризм);
- експропріація громадських земель шляхом націоналізації, приватизації та ініціатив з охорони, зокрема створення державних заповідних територій;
- війна, насильницькі конфлікти або переміщення біженців;
- територіальне посягання або конфлікти з іншими громадами та муніципалітетами;
- невідповідні форми визнання, такі як ті, що нав'язують зверху вниз інституційні механізми і тим самим знецінюють і демотивують традиційні інститути управління;
- накладення непосильних податків та інших фіскальних тягарів;
- активна акультурація громад, тобто освітні програми, які не поважають місцеву культуру, засоби існування та цінності, або програми євангелізації різних конфесій;
- розколи та конфлікти, які підпалюються партійною політикою (часто активно пропагуються ззовні) або раптовим припливом коштів, що зміцнює чи створює місцеву нерівність;
- браконьєрство та несанкціонований видобуток деревини та рослинних ресурсів;
- забруднення повітря та води через скидання залишків відходів (наприклад, через кислотні дощі, хімічне забруднення від видобутку вище за течією або стікання хімічних речовин із сільського господарства) та поширення інвазивних або екзотичних видів;
- екстремальні природні явища та катастрофи, включаючи посухи, повені, лісові пожежі, урагани, землетруси та цунамі, деякі з яких пов’язані з людською трансформацією ландшафту, водних шляхів та клімату.

Внутрішні
- зміна цінностей, акультурація та інтеграція в домінуюче суспільство, що веде до коммеризації природи та культури і, в кінцевому підсумку, до втрати традиційних знань, адаптованих до місцевих практик управлінської діяльності та інститутів управління — все це особливо впливає на молоде покоління;
- посилення тиску на ресурси, зокрема ті, що ведуть до заміни місцевої натуральної та солідарної економіки ринковою економікою;
- постійна або нова нерівність між економічними та соціальними класами та гендерними групами всередині громади, що призводить до конфліктів щодо управління природними ресурсами та отримання елітою природоохоронних благ;
- депопуляція через міграцію через нові економічні можливості, соціальні конфлікти та політичний тиск;
- прогресивна втрата продовольчого суверенітету та традиційних медичних систем, ослаблення традиційних громад через погіршення здоров’я та харчування.

На практиці загрози не обов’язково поділяють на «зовнішні» та «внутрішні» категорії, оскільки члени спільноти можуть бути активними учасниками зовнішніх процесів, а зовнішні сили можуть керувати внутрішніми процесами. Наприклад, основним рушієм змін, який потужно поєднує зовнішні та внутрішні загрози, є нові можливості доступу та використання природних ресурсів для прибуткової діяльності. Вони можуть принести бажані кошти для різноманітних потреб розвитку, але також можуть стати дверима для корупції та неправильного управління, започаткувати розбіжності, конфлікти та соціальні порушення. Оскільки диспропорція влади в сучасних суспільствах збільшується в геометричній прогресії, у багатьох корінних народів і місцевих громад, які знаходяться в нижній частині сходів, стає все менше шансів чинити опір. У деяких країнах їм навіть відмовляють у законному існуванні як «народах» і «громадах», а також відмовляють у спільному володінні або володінні правами на землю та природними ресурсами, що є одним із останніх бар’єрів для індивідуальної слабкості та жадібності. Теоретично, визнання багатьох цінностей ICCA допоможе у ширшій боротьбі за права людини та права корінних народів, а також сприятиме розвитку більш справедливих і стійких суспільств.

## Законодавство

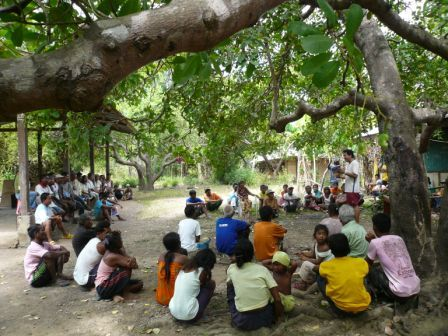
Обговорення питань управління ICCA на острові Корон — одному з перших ICCA, який повністю визнаний родовим доменом (наземна та морська зона) під колективним управлінням його корінних народів (тагбанва) на Палавані (Філіппіни)

Кажуть, що ICCA охоплюють стільки ж земель, скільки охороняються державними територіями (а також існують набагато довше), але десятки тисяч об’єктів ще не визнані урядами та все ще стикаються з нехтуванням в рамках офіційних природоохоронних систем та урядової політики та законодавства. Відсутність політичної та правової підтримки часто перешкоджає зусиллям громади щодо підтримки ICCA традиційними засобами.
У той час як «легітимність» ICCA ґрунтується на цінностях та значеннях, які вони мають для найбільш безпосередньо зацікавлених народів і спільнот, їхня «законність» та їх широке визнання та підтримка суспільством загалом укорінені в процесі, який черпає силу з міжнародних конвенцій. та угоди. Цей процес виник відносно недавно. На V-му Всесвітньому конгресі парків (Дурбан, 2003) спеціалісти з охорони природи вперше систематизували концепцію «управління охоронюваними територіями» та пояснили, що корінні народи та місцеві громади – важливий учасник у збереженні – повинні бути повністю визнані в їх управлінській ролі. На тому ж Конгресі корінні народи – і мобільні корінні народи, зокрема, – зробили прорив, фактично стверджуючи, що повага до їхніх прав насправді сприяє, а не зменшує результати збереження природи. Незабаром після Дурбанського конгресу Конвенція про біологічне різноманіття на засіданні COP 7 у Куала-Лумпурі (2004 р.) затвердила Програму роботи КБР щодо охоронюваних територій (PoWPA). PoWPA підтримує «новий підхід» до заповідних територій, закликаючи звернути увагу на типи та якість управління, справедливість у збереженні та права корінних народів.
Численні резолюції МСОП, що підтверджують бажання членів МСОП визнавати та підтримувати ICCA, були схвалені на Всесвітньому конгресі охорони природи у 2008 році в Барселоні, і публікації МСОП були розроблені, щоб підтвердити це технічно. WCC4 в Барселоні також схвалив нові технічні рекомендації МСОП для природоохоронних територій, чітко вказуючи, що різні типи управління – включаючи ICCA – можуть повною мірою сприяти розвитку національних систем заповідних територій.
Конвенція про біологічне різноманіття COP 8 і CBD COP 9 розглянули впровадження PoWPA і наголосили на необхідності більш рішуче задіяти елемент, присвячений «урядуванню, участі, справедливості та розподілу вигод». Це також знайшло відображення у заяві з рекомендаціями, яку на засіданні CBD SBSTTA у травні 2010 року в Найробі було представлено на КС 10 (Нагоя, жовтень 2010 року). Примітно, що делегати CBD SBSTTA зробили конкретні рекомендації щодо визнання ICCA, уточнюючи, наприклад, що «механізми визнання повинні поважати звичайні системи управління, які підтримували ICCA протягом тривалого часу».
На CBD COP 10 у Нагої (2010 р.) у рішенні X/31 знову підкреслювалася роль корінного населення (народів) та територій, що охороняються громадами та запропонувалася Сторонам визнати їхні організації та внесок. COP 10 також узгодила ряд цілей щодо біорізноманіття на 2020 рік. Ціль 11 CBD Aichi передбачає, що: «До 2020 року щонайменше 17 відсотків наземних і внутрішніх вод, а також 10 відсотків прибережних і морських територій, особливо територій, які мають особливе значення для біорізноманіття та екосистемних послуг, будуть збережені шляхом ефективного та справедливого управління, екологічно репрезентативні та добре пов’язані системи охоронюваних територій та інші ефективні територійні природоохоронні заходи, інтегровані в більш широкі ландшафти та морські ландшафти». ICCA, безсумнівно, відіграють роль у виконанні Цілі 11 Аїті як заповідних територій, так і як «інших ефективних заходів щодо збереження на території».

## Дивись також
- Охорона на основі громади
- Біженці з охорони природи
- Землі, населені корінними народами
- Перелік видів офіційно визначених лісів
- Об'єкти Всесвітньої спадщини

## Подальше читання
- Біокультурне різноманіття, збережене корінними народами та місцевими громадами: приклади та аналіз, супровідний документ до IUCN/CEESP Брифінг-записка № 10, 2010 р. та ключова публікація про ICCA

## Зовнішні посилання
- AZ територій, що мають значення для біорізноманіття: заповідні території корінного населення
- ЮНЕП-WCMC Корінні та громадські заповідні території
- Форум ICCA